# خرائب نصر (إب)

تعديل مصدري - تعديل

خرائب نصر هي إحدى قرى عزلة شعب يافع بمديرية إب التابعة لمحافظة إب، بلغ تعداد سكانها 589 نسمة حسب تعداد اليمن لعام 2004.